# Гомельский замок

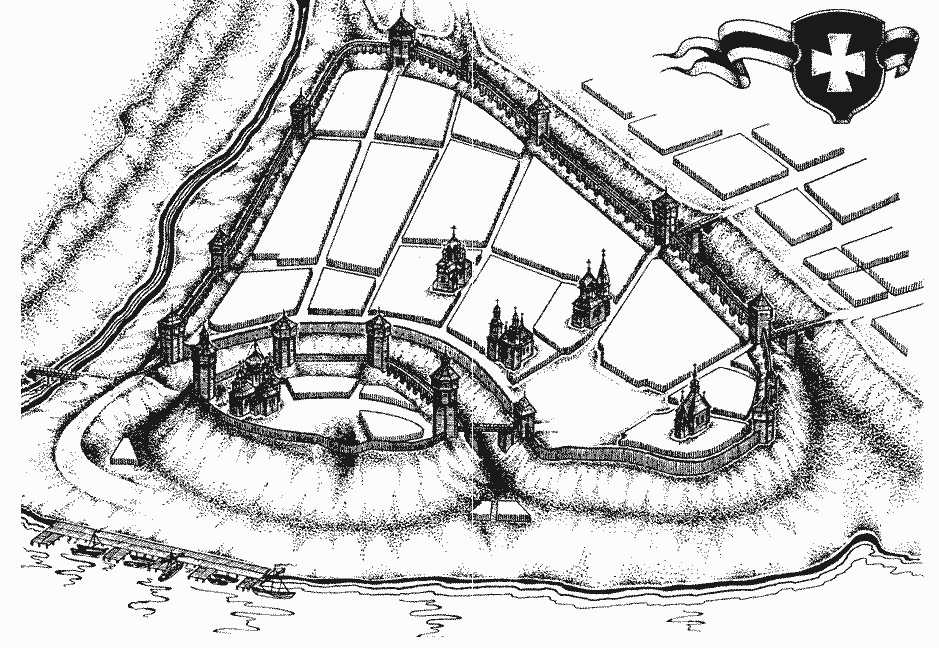
Реконструкция вида замка в XVI в.

Гомельский замок (бел. Гомельскі замак) — деревянно-земляное оборонительное и административное сооружение в городе Гомель в Великом княжестве Литовском. Существовал в XVI—XVIII веках. Размещался на высоком правом берегу р. Сож при впадении в её ручья Гомий (Гомеюк).

## История

### Древнерусский детинец
Город возник в конце I тысячелетия н. э. Детинец древнего города находился на мысе между правым берегом Сожа и левым берегом Гомеюка. Часть террасы мыса площадью около 1 га охранял глубокий ров. В XI—XII вв. детинец со стороны Сожа укреплён оборонительным валом из земляной насыпи и деревянного частокола. Надвальные деревянные конструкции сгорели в XIII в. В XII в. площадь детинца была около 1,4 га, на нём велось каменное строительство. Постепенно детинец древнего города Гомель превратился в феодальный замок.
По форме замок напоминал вытянутый овал длиной примерно 200 м и шириной 90 м. Его площадь равнялась примерно 1,3 га. От городских посадов, окружавших его с запада и юга, замок был отделён оборонительным рвом шириной 30—35 м. Площадка имела сегментоподобную форму с периметром укреплений около 460 м. Крутые и высокие склоны в сторону Сожа и Гомия удачно сочетались с искусственными укреплениями. Замок имел оборонительный вал, деревянные многоярусные башни, стены городни с боевой галереей, въездные ворота с переброшенным через ров подъёмным мостом — «взводом». Стены укреплений на значительную высоту были обмазаны глиной, что оберегало их от гниения и играло противопожарную роль. Из замка потайной подземный ход вёл к Сожу, откуда во время осады брали воду.

### Литовский замок
С конца 1-й трети XIV в. Гомель был пограничным укреплённым городом на юго-восточной границе ВКЛ, входил в оборонительный пояс замков Посожья. В июне 1535 года Гомель осадило сильное войско великого князя литовского Сигизмунда I Старого во главе с гетманом ВКЛ Юрием Радзивиллом, гетманом коронным Яном Тарновским и киевским воеводой Андреем Немирой. Кроме артиллерии, в войске были специалисты по подкопам. Король распорядился «замок… моцный и обороною способенный Гомей взять… или хоть огнём его спалить», а также разослать письма державцам и наместникам поднепровских и посожских городов с требованием выделить от каждой волости определённое количество людей «добрых с топоры, которые бы мели тот замок Гомей зарубити». Гетман Ю. Радзивилл, начав осаду, главную ставку сделал на артобстрел замка: «А так в середу весь день… на замок стрелба била, а потом с середы на четверг всю ночь и в четверг не мало весь день с наших дел стрелбу чинили». Согласно Патриаршей летописи, наместник, русский князь Дмитрий Щепин-Оболенский, находившийся в Гомеле, оказался «не храбр и страшлив, видев люди многие и убоявся, из града побежал, и дети боярские с ним же и пищальники». В замке остались только «тутошние люди немногие Гомьяне», которые, увидев «воеводское нехрабрство и страхование… здаша град».
В скором времени замок был отремонтирован и пополнен боеприпасами. Великокняжеский подскарбий Иван Горностай направил сюда «вси потребы — салетру и порох и кули и свинец». Решением короля в 1537 году мещане Гомеля и вся волость были освобождены от «робления замка Гомейского на 1 год… под тым абычаем иж они не мели о году одного замку рубити и ничого в нём оправовати, хиба естли бы которые кгонты в замку опали, або дошчка ся где оторвала, то мели за ся прибити и направити». Однако местный державца князь Василий Толочинский отобрал королевский привилей у мещан и волощан, начал «их примушати» исполнять разные работы в замке, а непослушных садил в башню, отбирая в залог жён и детей. Присланного для разбирательства специального дворянина и державцу «зсормотил и бити его хотел», что вызвало гнев Сигизмунда I. Причину неудовольствия и тревоги Сигизмунд I так сформулировал в своей грамоте присланной державцу: «знать и помнить необходимо,… иж тот замок за великим накладом к рукам нашим пришод,… иж тот замок на украйне, а к людям украинным треба ся ласкаве захватити, и не годиться им ни в чём обтяженья чинити».
Значение Гомельского замка для обороны ВКЛ особенно возросло в связи с безжалостной борьбой против разрушительных набегов крымских татар. Исходя из того, что «…иж кождому оборона и осторожность есть потреба», сюда из близлежащих городов направлялись хлебные припасы и специальные отряды конной «сторожи», а из Виленского арсенала в 1552, 1562 и 1563 гг. доставлялись вооружение и амуниция. Так, Чечерская волость обязывалась иметь на содержании в Гомеле за свой счёт круглый год отряд «сторожи». Из Рогачёва перевезли значительное количество ржи и овса «ку наспижованью замку». В 1557 году гарнизон Гомельского замка был увеличен до 200 чел. «драбов». К ремонту замка привлекалось население Чечерска, Пропойска, других городов Поднепровья и Посожья. Во время Ливонской войны (1558—83) Гомелем ненадолго овладели войска Ивана IV Грозного, однако в июле 1576 года отряд во главе с Ю. Радзивиллом вновь вернул его. 5 мая 1581 года город изведал ещё одно нападение царских войск, которые «…до замку неведоме ночью пришедши, на место ударили и место огнём выпалили», но замок не взяли. Во время войны России с Речью Посполитой 1614—15 гг. в замке находился небольшой гарнизон в 40 казаков и 40 солдат. Их поддерживало городское ополчение.
В 1633 году город и замок выдержали штурмы казаческих сотен Богдана Булгакова и Ивана Ермолина. В октябре 1648 г. украинские казаки заняли Гомель, ограбили шляхту и зажиточных людей. однако, вскоре Богдан Хмельницкий отозвал отряд Головацкого на Украину. После Корсунского сражения с помощью мещан Гомель в 1649 году был занят казаками полковника Мартына Небабы. Однако Зборовский мир (1649) дал возможность литовскому гетману Янушу Радзивиллу сконцентрировать достаточное количество войск для подавления восстания на Гомельщине и взятия Гомеля, Чечерска и других городов. В 1651 году Б. Хмельницкий начал новое наступление на южные города Белоруссии, направив к Гомелю войска полковников П. Забеллы и Окши.
Общий подъём борьбы населения в Белоруссии в середине XVII в., а также угроза со стороны войска Русского государства вынудили королевскую власть в 1653 году разместить в пограничных замках Посожья дополнительные гарнизоны. В марте 1654 г. в Гомельском замке было 700 чел. пехоты, присланной гетманом Радзивиллом. Согласно некоторым источникам, к лету 1654 г. гомельский гарнизон насчитывал 2 тыс. чел., в основном немецкой и венгерской пехоты, была и рота татар.
В июне 1654 г., в самом начале русско-польской войны (1654—1667), на Гомель из Новгорода-Северского двинулось 20-тысячное войско наказного гетмана Ивана Золотаренко. Согласно Летописи самовидца, гетман «…армат узял из собою немало, так же запас пушечный», что позволяло ему начать осаду этого крупнейшего в Нижнем Посожье замка. Золотаренко сообщал царю Алексею Михайловичу, что «Гомель… есть всем местам граничным лиовским головою. Место велми оборонное, людей служилых немало, снарядов и пороху много…». Войско Золотаренко без существенных трудностей преодолело городские укрепления и подошло к замку. Вокруг него и на соседних холмах были расставлены пушки, и казаки начали осаду, «промышляя всеми промыслы ратными». До 11 июля повели 4 штурма, которые были отбиты. Защитники Гомельского замка отвечали дерзкими вылазками. Осада затягивалась, и Золотаренко решил вынудить замок сдаться «голодом и безводьем». За ходом осады следила вся восточная Белоруссия, обе воюющие стороны. Атаман понимал, что защитники своим упорством «всей Литве и войскам её сердца и смелости додают», и потому обратился к осаждённым от имени царя и Богдана Хмельницкого с предложением сдаться, но те «гордо и сурово» отказались. Тогда казаки затащили несколько небольших пушек на Спасскую церковь, стоявшую за Гомеюком поблизости от замка. Стрельба раскалёнными ядрами вызвала пожар. Вылазка защитников, с целью уничтожить эту огневую позицию, была неудачной. Вскоре казаки нашли и взорвали потайной ход к воде, что и решило судьбу замка. Как сообщалось царю, 13 августа 1654 г., после более чем полуторамесячной осады «гомляне, полковники, ротмистры и со всеми своими людьми покорилися».
Война принесла большие опустошения Гомелю. Но замок, согласно известиям за 1660 год, всё ещё сохранял свою силу. В 1737 году владелец Гомельского староства князь Михаил Чарторыйский построил тут сильный замок с башнями и стенами, углубил рвы и отремонтировал подъёмный мост.

### Дворец Румянцевых — Паскевичей

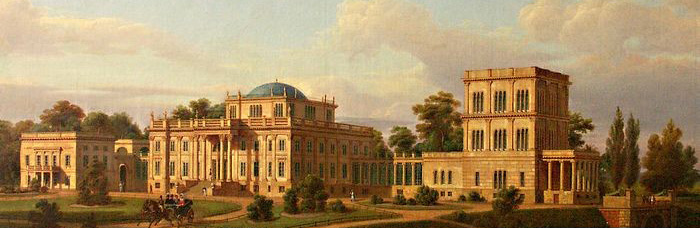
Дворец Румянцевых — Паскевичей на полотне М. Залеского (XIX в.)

В результате присоединения восточной Белоруссии к Российской империи в 1772 году Гомель был подарен «для увеселения» графу П. А. Румянцеву. Он застал достаточно крепкий замок, обнесённый палисадом, существовавший ещё в 1780 году. Затем башни и стены были разобраны, валы срыты. В 1785 году тут началось строительство каменного дворца.
Дворец Румянцевых — Паскевичей существует и теперь.

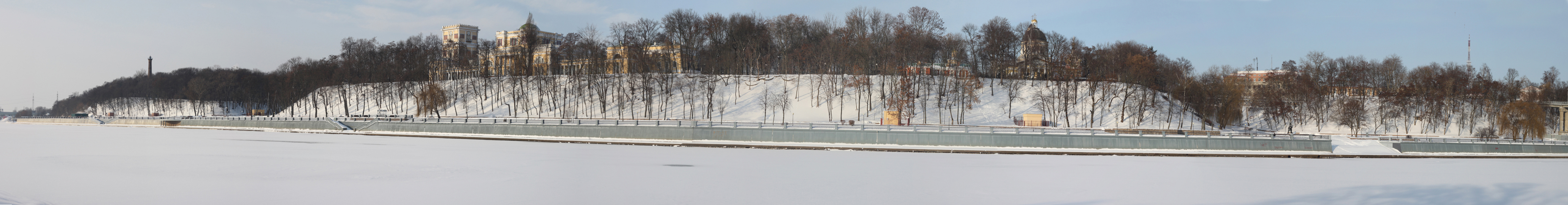
Вид на замчище со стороны реки Сож (2012)